# Ferdinand Oyono
Ferdinand Léopold Oyono (Ngoulémakong, 14 settembre 1929 – Yaoundé, 10 giugno 2010) è stato uno scrittore e diplomatico camerunese.
Autore del romanzo picaresco Cammino d'Europa (1960), fu rappresentante del Camerun all'ONU dal 1975 al 1983 e direttore dell'UNICEF dal 1977 al 1978.
Rimpatriato, fu Ministro per la pianificazione urbanistica dal 1987 al 1990, Ministro per le Relazioni esterne dal 1992 al 1997 e Ministro della Cultura dal 1997 al 2007.